# Fundación Canónica Stadium Casablanca
Stadium Casablanca es un club deportivo situado en Zaragoza, España. Fue fundado en 1948. 
Cuenta con secciones deportivas de ajedrez, atletismo, baloncesto, balonmano, billar, fútbol, hockey patines, montañismo y esquí, natación y waterpolo, patinaje artístico, pelota, petanca, triatlón y ciclismo y tenis. Y una sección cultural con la Asociación Cultural Recreativa "El Hayedo".
Fundado en 1948 por Mosén Francisco Izquierdo Molins En la actualidad tiene 10.000 abonados, de los cuales más de mil son deportistas federados, siendo el principal club polideportivo de Aragón y uno de los más importantes de España. En el año 2002 recibió la Medalla al Mérito Deportivo del Gobierno de Aragón. En 2011 ingresó en la Real Orden del Mérito Deportivo, distinción concedida por el Consejo Superior de Deportes.
Hasta 2020 tuvo un equipo en la Liga Femenina de baloncesto con el nombre de MANN-FILTER. En la actualidad compite en la Liga Femenina 2 con el nombre de Anagan Stadium Casablanca.
En fútbol posee únicamente equipos hasta juveniles, pero siempre de gran nivel dentro del fútbol aragonés. En la actualidad el primer equipo está en la máxima categoría nacional, la División de Honor. En su historial cabe destacar que este equipo fue entrenado por Víctor Fernández y entre los futbolistas más destacados que pertenecieron a Stadium Casablanca sobresale el internacional Alberto Belsué.
Stadium Casablanca cuenta con uno de los mejores equipos del tenis español, clasificado actualmente en la máxima categoría nacional femenina y es el principal club de Aragón en varios deportes.
Organiza importantes competiciones como el Torneo Cesaraugusta de fútbol, donde acuden los mejores equipos españoles de la categoría cadete y el Trofeo Ciudad de Zaragoza de natación. 
Posee instalaciones exteriores con cinco piscinas, dos campos de fútbol de césped artificial, pistas de baloncesto, hockey, frontones, 4 pistas de tenis rápidas y 9 de tierra batida y 7 de pádel de césped artificial(todas descubiertas) .
En cuanto a las instalaciones cubiertas, en 2001 se inauguró el pabellón polideportivo "Eduardo Lastrada", donde se encuentra una piscina climatizada cubierta, canchas polivalentes para baloncesto y deportes varios, gimnasio, centro médico y las oficinas del club. 
En 2010 se inauguró un nuevo edificio social, que ha contribuido notablemente a mejorar el servicio a sus abonados.

## Baloncesto femenino
La sección de baloncesto femenino del club, que toma el nombre de su patrocinador Mann-Filter, participa desde el año 2013 en la Liga Femenina, primera categoría del Baloncesto femenino en España.